# Faïsal ibn Turki
Faïsal ibn Turki, né le 8 juin 1864 à Bombay en Inde et mort le 4 octobre 1913 à Mascate, est sultan d'Oman de 1888 à sa mort.
Il est le beau-père d'Ali bin Hamud, sultan de Zanzibar.